# Bagisara patula
Bagisara patula là một loài bướm đêm trong họ Noctuidae.